# コバマングース属
コバマングース属（コバマングースぞく、Eupleres）は、哺乳綱食肉目マダガスカルマングース科に分類される属。

## 分布
マダガスカル中東部から北西部にかけて

## 形態
体長48 - 56センチメートル。尾長22 - 26センチメートル。体重2 - 4.5キログラム。鼻面は細長く尖る。柔らかい体毛で密に被われる。尾の体毛はやや長く、先端では房状。背面は褐色、腹面は灰白色。眼上部と吻端は白い。
歯は小型かつ円錐状で、和名（コバ=小歯）の由来になっている。前肢よりも後肢の方が長い。第1指および第1趾も含めた指趾は、5本がほぼ揃って並ぶ。属名Eupleresは古代ギリシャ語で「完全に揃った」の意で、指趾に由来する。爪は長く湾曲し、引っ込めることができない。肛門周辺（肛門腺）や生殖器周辺（会陰腺）に臭腺がない。
出産直後の幼獣は体長15センチメートル、体重150グラム。全身が体毛で被われ、眼が開いている。乳首の数は1対。

## 分類
以前はコバマングース（ファラノーク）E. goudotiiのみで本属を構成し、E. g. goudotiiとE. g. majorの2亜種に分類されていた。亜種間の形態的差異が大きく、またマダガスカル北部では同所的に分布すると考えられたことから、2010年に亜種を独立種とする説が提唱された。
Eupleres goudotii Doyère, 1835  Eastern falanouc, Fanalouc
マダガスカル東部、中西部
体長46 - 50センチメートル。尾長22 - 24センチメートル。体重2 - 2.3キログラム。背面は淡黄褐色で、腹面は淡色。
Eupleres major Lavauden, 1929  Western falanouc
マダガスカル北西部
体長52 - 65センチメートル。尾長24 - 25センチメートル。体重2.8 - 4.6キログラム。オスは褐色、メスは灰色。
一方で2017年に発表されたミトコンドリアDNAのシトクロムbを用いた最尤法による分子系統解析では、形態ごとに単系統群を形成しなかったことから種や亜種としての分割が支持されていない。

## 生態
低地にある湿潤林に生息するが、やや乾燥した落葉樹林で発見された例もある。地表棲だが、樹上に登ることもある。薄暮性ないし夜行性で、昼間は岩の隙間や地中の穴などで休む。単独もしくは家族群を形成し生活する。跳躍するように歩行する。歩行する時に指趾を接地しない。秋季に800グラムの皮下脂肪を尾の基部に貯蔵する。冬季は休眠すると考えられている。一方で冬季でも活動する個体が発見された例もある。
主に昆虫を食べるが、鳥類やその卵、ナメクジ類、ミミズなども食べ、小型哺乳類やカエル、果実なども食べると考えられている。爪を使って地面を掘り起こし、獲物を捕食する。
繁殖様式は胎生。繁殖期にはペアを形成するが、短期間で解消する。7 - 8月に交尾を行う。妊娠期間は3か月。11月に1回に1 - 2頭の幼獣を産む。授乳期間は9週間。生後60日で固形物も食べることができるようになる。飼育下では幼獣は生後2日で母親の後を移動するようになった例がある。

## 人間との関係
生息地では食用とされることもある。
森林伐採や灌漑による生息地の破壊、食用の狩猟、人為的に移入されたジャコウネコ類との競合、イヌによる捕食などにより生息数は減少している。
2016年時点のIUCNレッドリストでは、本属を2種として評価している。
E. goudotii
VULNERABLE (IUCN Red List Ver. 3.1 (2001))

E. major
ENDANGERED (IUCN Red List Ver. 3.1 (2001))